# Célula parafolicular
Célula parafolicular ou célula C é um tipo de célula neuroendócrina encontrada na tireóide. São células grandes, de coloração pálida (quando comparada às das células foliculares ou ao colóide), localizadas no tecido conectivo adjacentes aos folículos tireoidianos, que produzem e secretam a calcitonina. Nas espécies aviárias e teleostei, ocupam uma estrutura externa à glândula tireóide chamada corpo último-branquial.

## Embriologia
Nos seres humanos, a sua incorporação na estrutura da tireóide ocorre no final da migração das células foliculares deste último na sua posição final, em torno do segundo mês de gestação.

## Morfologia
As células parafoliculares são células pálidas encontradas em pequeno número na tireóide, situadas na lâmina basal entre as estruturas foliculares da tireóide, isoladas ou em pequenos grupos, sem contato direto com o lúmen folicular.
Elas têm forma arredonda, poligonal ou fusiforme, com citoplasma e núcleo mais volumosos do que das células foliculares, retículo endoplasmático rugoso menos desenvolvido e numerosas grandes mitocôndrias. Ao contrário das células foliculares, as células C não são sensíveis aos corantes histológicos comuns, e por isso requerem a utilização de técnicas de detecção específicas para serem reconhecíveis ao microscópio, entre os quais o mais utilizado é a imuno-histoquímica.

## Desenvolvimento
Até recentemente, acreditava-se que as células parafoliculares fossem derivadas de células da crista neural. Porém, pesquisas recentes confirmaram que elas são derivadas da endoderma.  Embriologicamente, associam-se com o corpo último-branquial, que é um derivado ventral da quarta (ou quinta) bolsa faríngea. Em uma série de experimentos, células da crista neural foram transplantadas de codorniz, com núcleos únicos e facilmente identificados, em crista neural não codorniz. A presença de células com núcleos de codornas que povoam o corpo último-branquial foi demonstrada, o que levou à conclusão de que as células C migram durante o desenvolvimento embriológico da crista neural.
Quando as células parafoliculares tornam-se cancerosas, elas levam ao câncer medular da tireóide.

## Função
As células parafoliculares secretam calcitonina, um hormônio que participa na regulação do metabolismo do cálcio. É importante em peixes e roedores, mas sua relevância em humanos não foi demonstrada. A calcitonina reduz os níveis sanguíneos de cálcio inibindo a reabsorção óssea pelos osteoclastos e sua secreção aumenta proporcionalmente com a concentração de cálcio.
As células parafoliculares também são conhecidas por secretarem, em menor quantidade, vários peptídeos neuroendócrinos, tais como, serotonina, somatostatina ou CGRP.  Elas também podem ter um papel na regulação da produção de hormônios da tiroide localmente, visto que expressam hormônio de liberação da tireotropina (TRH).